# Dorfkirche Kossebau

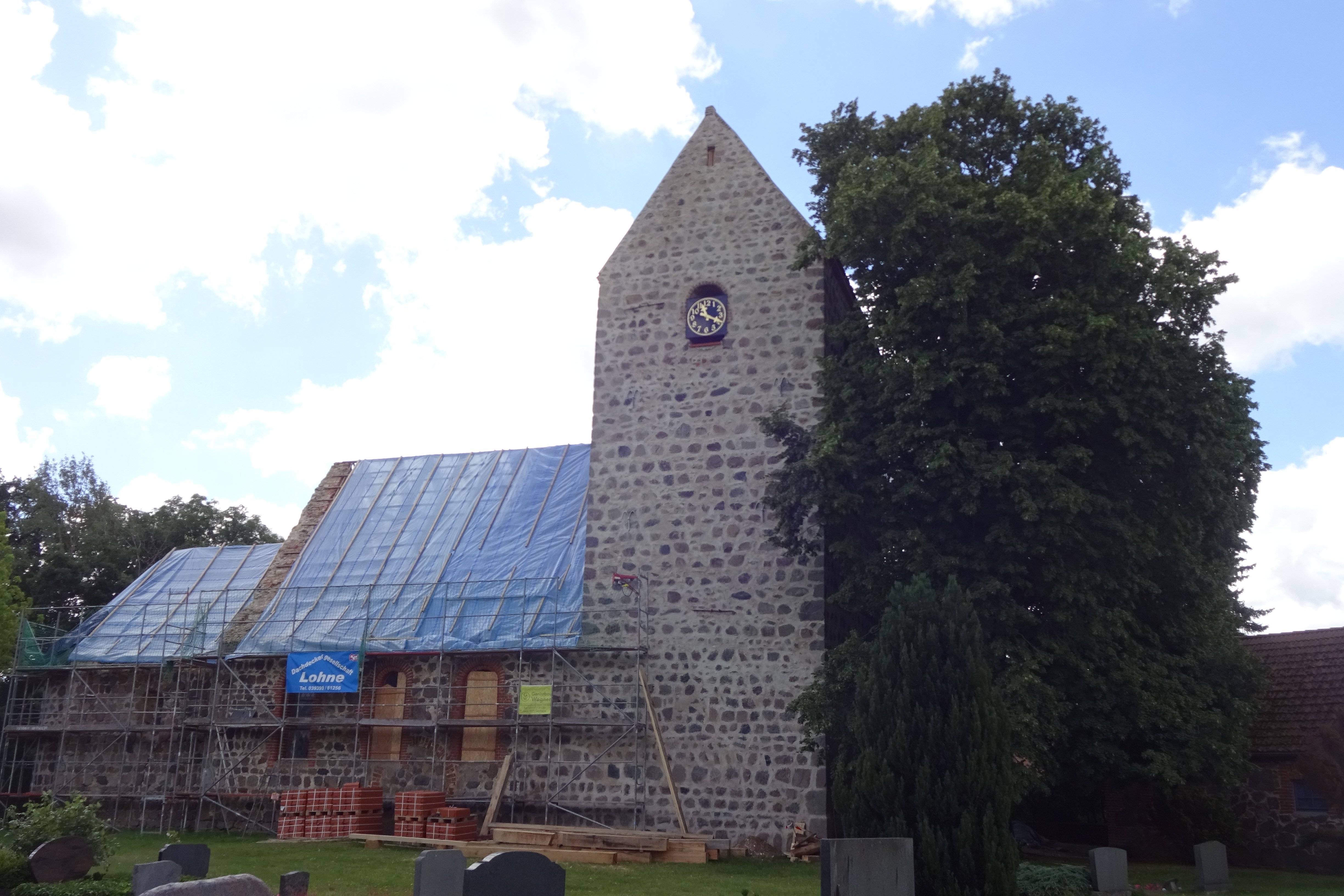
Dorfkirche Kossebau

Die evangelische Dorfkirche Kossebau ist eine romanische Saalkirche im Ortsteil Kossebau der Gemeinde Altmärkische Höhe im Landkreis Stendal in Sachsen-Anhalt. Sie gehört zum Pfarrbereich Kossebau im Kirchenkreis Stendal der Evangelischen Kirche in Mitteldeutschland (EKMD).

## Geschichte und Architektur
Die spätromanische Saalkirche wurde in der zweiten Hälfte des 12. Jahrhunderts aus Feldsteinmauerwerk errichtet und besteht aus querrechteckigem Westturm, Schiff in gleicher Breite, eingezogenem Rechteckchor mit Apsis (Vollständige Anlage). Die Apsis wurde nachträglich, vermutlich zu Ende des 17. Jahrhunderts, erhöht, die Fenster zumeist gegen Ende des 19. Jahrhunderts verändert. Das Innere ist mit einer Balkendecke geschlossen; es wurde um 1964 restauriert. Reste spätromanischer Wandmalereien sind erhalten. Die Westempore wurde 1666 eingebaut und im Jahr 1893 erweitert.

## Ausstattung
Das Hauptstück der Ausstattung ist ein spätgotisches Flügelaltarretabel; es zeigt im Schrein unter reichen Maßwerken die Kreuzigung und die Beweinung in zwei Reliefs, in den Flügeln die zwölf Apostel in zwei Reihen übereinander, als Abschluss dient ein Blattkamm. In der Predella ist eine Sakramentsnische eingelassen, das Ganze stammt aus der Zeit um 1470 und erhielt 1893 eine neue Fassung. Die barocke Kanzel stammt aus dem Jahr 1687; der polygonale Korb ist mit gedrehten Ecksäulchen mit Kopfkonsolen und mit reichem Rankenwerk verziert. Sie trägt die Inschrift: „Anno 1687 den 15. December ist diese Kanzel Auffgerichtet. H. Johannes Rossavw. P. S. Renov. 1893“.
Ein Pfarrstuhl stammt aus dem Jahr 1691. Ein Inschriftgrabstein erinnert an Pfarrer Johannes Rossau († 1688). Eine große Bronzeglocke wurde 1597 durch Claus Hager in Braunschweig gegossen.
Die Orgel ist ein Werk von Robert Voigt aus dem Jahr 1893.
Ein spätgotisches Kirchhofportal aus Backstein vom Ende des 15. Jahrhunderts erschließt den Kirchhof und ist mit Zinnen bekrönt sowie mit Kreuzzeichen und Putzblenden verziert.